# Distretto di Dar Chioukh
Il distretto di Dar Chioukh è un distretto della provincia di Djelfa, in Algeria, con capoluogo Dar Chioukh.

## Comuni
Il distretto di Aïn El Bell comprende 3 comuni:
- Dar Chioukh
- M'Liliha
- Sidi Baizid